# Sophronica nigricollis
Sophronica nigricollis är en skalbaggsart som beskrevs av Stefan von Breuning 1940. Sophronica nigricollis ingår i släktet Sophronica och familjen långhorningar.
Artens utbredningsområde är:
- Angola.
- Benin.
- Botswana.
- Burundi.
- Gabon.
- Kenya.
- Moçambique.
- Nigeria.
- Rwanda.
- Togo.
- Zimbabwe.

Inga underarter finns listade i Catalogue of Life.